# پانون‌هالما (صومعه)
پانون‌هالما (مجاری: Pannonhalmi Bencés Főapátság; لاتین: Abbatia territorialis Sancti Martini in Monte Pannoniae) صومعهٔ فعال بندیکتیِ نزدیک شهر پانون‌هالما در مجارستان بر تپه‌ای به ارتفاع ۲۸۲ متر، تأسیسِ سال ۹۹۶ است. بنای آن، ثبت در میراث جهانی یونسکو و از قدیمی‌ترین آثار تاریخی مجارستان و دومین صومعهٔ بزرگ جهان به‌شمار می‌رود. بنا بر روایات مارتین تور در این صومعه متولد شده است.

## مشخصات
مناظر صومعه، شامل بازیلیکا و گورابه قرن سیزدهمی، ساختمان صومعه و کتابخانهٔ برجسته‌ای با ۳۶۰٬۰۰۰ جلد کتاب است. امروزه حدود ۴۰ راهب در صومعهٔ پانون‌هالما مراسم مذهبی، جلسات معنوی و یک مدرسه شبانه‌روزی را اداره می‌کنند. کارهای فرهنگی از جمله اداره کتابخانه، بایگانی، موزه، انتشارات و سازماندهی کنسرت‌ها نیز در آنجا انجام می‌شود. فعالیت‌های دیگری از جمله نگهداری از یک کارخانه شراب‌سازی، آبجوسازی و باغ گیاهان دارویی و پذیرایی از مهمانان، در دایرهٔ کار این صومعه است. در سال ۲۰۲۵ هجوم سوسک به کتابخانهٔ صومعه و خرد کردن کتاب‌ها باعث تعطیلی چند هفته‌ای برای پاک‌سازی حدود صدهزار کتاب قدیمی شد.